# Carettolo
Carettolo è una frazione del comune cremonese di Bonemerse posta senza soluzione di continuità ad est del centro abitato.

## Storia
La località era un piccolo villaggio agricolo di antica origine del Contado di Cremona con 218 abitanti a metà Settecento.
In età napoleonica, dal 1810 al 1816, Carettolo fu annesso a Cremona, ma recuperò l'autonomia con la costituzione del Regno Lombardo-Veneto.
Furono i governanti tedeschi nel 1823 a sopprimere definitivamente il comune di Carettolo annettendolo a quello di Bonemerse.